# Michael Klause
Michael Klause (* 29. September 1895 in Mischana, Russisches Kaiserreich; † 7. Februar 1942 in Berlin) war ein deutscher Arbeiter und Kommunist. Er stellte sich 1934 im Prozess um die Morde auf dem Bülowplatz als Kronzeuge gegen den kommunistischen Hauptangeklagten Albert Kuntz zur Verfügung. Klause wurde zum Tode verurteilt, begnadigt zu lebenslanger Haft und das Verfahren gegen Kuntz wurde eingestellt.

## Leben

### Jugend und Erster Weltkrieg
Klause wurde im zaristischen Russland geboren, seine Eltern waren Bauern und zogen 1899 mit ihm nach Deutschrode in der Provinz Posen. Klause absolvierte die Volksschule und wurde als Arbeiter bei der Königlich Preußischen Staatseisenbahn angestellt. Bei Ausbruch des Ersten Weltkrieges meldete er sich freiwillig. Er wurde an verschiedenen Fronten eingesetzt. Seit Dezember 1916 gehörte er einem Sturmbataillon an. Er wurde mehrmals schwer verwundet und zum Unteroffizier befördert.

### Kommunist während der Weimarer Republik
Nach Kriegsende war Klause als Metallarbeiter und Hilfsmonteur tätig. Er heiratete 1919 und wurde 1920 Vater einer Tochter. 1922 trat er der KPD bei. Ab 1923 war er für den geheimen „Antimilitaristischen Apparat“ der Partei tätig. Bei Kuriertätigkeiten wurde er im Herbst 1923 verhaftet und bis September 1925 in Untersuchungshaft gehalten. Nach einer Amnestie wurde das Verfahren gegen ihn eingestellt.
Innerhalb der KPD gehörte Klause der ultralinken „Weddinger Opposition“ an. Er trat 1926 in den Roten Frontkämpferbund ein und übernahm dessen Leitung im Berliner Bezirk Wedding. Im Herbst 1927 wurde er seiner Funktion enthoben, nachdem er Wachmann bei der Groß Berliner Wach- und Schließgesellschaft geworden war. Ihm wurde vorgeworfen, zu den Faschisten übergelaufen zu sein. Im Herbst 1928 wurde außerdem wegen angeblich oppositioneller Einstellung sein Parteiausschluss angestrebt. Joseph Gutsche, Militär-Leiter der KPD-Bezirksleitung Berlin-Brandenburg, verhinderte dies und holte Klause in den Ordnerdienst der Partei. Auf Gutsches Vermittlung hin besuchte Klause 1930/31 die Militärschule der Kommunistischen Internationale (Komintern) in Moskau. Zurück in Berlin übernahm Klause die Leitung des „Proletarischen Selbstschutzes“ bzw. Partei-Selbstschutzes (PSS) für Berlin, während er offiziell bei der sowjetischen Handelsvertretung beschäftigt war. Dort schied er 1931 aus und wurde Mitarbeiter im Verlag Die Rote Fahne.

### Morde auf dem Bülowplatz und Prozess 1934
Am 9. August 1931 erschossen Erich Mielke und Erich Ziemer bei den Morden auf dem Bülowplatz, etwa 100 Meter von der Berliner KPD-Zentrale entfernt, zwei Polizeibeamte und verletzten einen dritten Polizisten schwer. Nach der nationalsozialistischen „Machtergreifung“ wurden die zunächst weitgehend ergebnislos gebliebenen Ermittlungen intensiviert. Klause wurde von der SA verhaftet und am 17. Juli 1933 der Kriminalpolizei übergeben. Offenbar hatte ihn die SA bereits am Tag zuvor um 02:00 Uhr festgenommen und zunächst in einen Verhörraum der SA in der Schwedenstraße im Wedding verbracht, wo der Verschleppte misshandelt wurde.
Klause gab 1933 gegenüber der Kriminalpolizei an, er habe am 8. August 1931 den Auftrag erhalten, den Ordnerdienst Wedding zu alarmieren und zum Bülowplatz zu bestellen. In Berlin hatte sich zu diesem Zeitpunkt der politische Kampf im Vorfeld des von der KPD unterstützten Volksentscheids zur Auflösung des preußischen Landtages vom 9. August 1931 zugespitzt. Es kam zu Aufläufen, und die Polizei räumte wiederholt den Bülowplatz. Dabei wurde ein Arbeiter erschossen. Nach den Aussagen Tatbeteiligter beriet daraufhin der Reichstagsabgeordnete Hans Kippenberger mit Klause den Plan, den Revierhauptmann der Schutzpolizei, Paul Anlauf, zu erschießen. Dazu wählte Klause in Kippenbergers Auftrag Mielke und Ziemer als freiwillige Schützen und fünf bewaffnete Ordner als Nachhut sowie weitere unbewaffnete Männer aus, die gegebenenfalls der Polizei den Weg verstellen sollten. Klause instruierte die Tatbeteiligten. An der eigentlichen Ausführung des Attentats beteiligte er sich nicht.
Nach seiner Einlieferung in das Berliner Polizeipräsidium erlitt Klause laut Angaben, die er im Juli 1938 vor der Staatsanwaltschaft machte, „einen völligen Nervenzusammenbruch“. Er schilderte 1938 auch, dass bei seiner Rückkehr aus Moskau Gutsche bereits in einem Machtkampf mit Hans Kippenberger unterlegen gewesen und in die Sowjetunion geflüchtet sei. Kippenberger habe die Mordtat vom 9. August inszeniert und ihn, Klause, darin verstrickt. Dann habe Kippenberger ihn als Instrukteur ohne Befehlsgewalt im Parteiselbstschutz Berlin-Brandenburg eingesetzt. Nach Auseinandersetzungen mit dem Organisationsleiter der Komintern in Moskau, Ossip Pjatnitzki, habe er, Klause, alle Befehle zum aktiven Einsatz des Parteiselbstschutzes sabotiert. Kippenberger habe ihn deshalb seiner Position enthoben und durch Spitzel überwachen lassen. Mitte März 1933 habe Friedrich Broede vergeblich versucht, ihn auf Befehl Kippenbergers erschießen zu lassen. Hans Kippenberger berichtete 1935 seinerseits in einem Bericht über den „Antimilitaristischen Apparat“, Klause habe sich nach seiner Rückkehr aus Moskau trotz guter Schulcharakteristik als völlig untauglich für die Aufgabe der Reorganisation des PSS erwiesen. Klause sei „nicht nur ein im Grunde unpolitisches Element, sondern auch persönlich feige“ gewesen.
Der Historiker Andreas Herbst bescheinigt Klause, sich im August 1933 tatsächlich in einer aussichtslosen Lage befunden zu haben. Er sei verschärften Verhören ausgesetzt gewesen, ohne erkennen zu können, was die Gestapo wirklich über seine Beteiligung an den Morden vom 9. August 1931 wusste. Es sei anzunehmen, dass Klause nach einiger Zeit begann, mit Polizei und Justiz zu kooperieren. Vermutlich wurde ihm für belastende Aussagen gegenüber Albert Kuntz eine Haftstrafe statt der Todesstrafe versprochen. Klause wandte sich jedenfalls von seinen kommunistischen Idealen ab und trat im Juni 1934 im Prozess als Kronzeuge gegen Kuntz auf. Laut der Anklageschrift hatte sich Klause „selbst auf das Allerschwerste belastet“, während auf seinen Angaben ein großer Teil der Belastungen der anderen Angeklagten beruhe. Er beschuldigte mit Kippenberger, Heinz Neumann und Kuntz Spitzenpolitiker der KPD. Klause sagte aus, Kippenberger habe ihm am 8. August 1931 in Anwesenheit von Kuntz die Anweisung zur Tötung der Polizisten erteilt. Kuntz bestritt dies und konnte die eidesstattliche Versicherung eines Zeugen beibringen, wonach er sich an diesem Tag nicht im Karl-Liebknecht-Haus aufgehalten hatte. Neben Max Matern und Friedrich Broede wurde Klause am 19. Juni 1934 vom Schwurgericht I beim Landgericht Berlin wegen „gemeinschaftlichen Mordes und Begünstigung“ zum Tode verurteilt. Sein Verteidiger stellte am 2. Juli 1934 ein Gnadengesuch, woraufhin Adolf Hitler das Todesurteil am 2. Mai 1935 auf dem Gnadenwege in eine lebenslängliche Zuchthausstrafe umwandelte.

### In Haft
Klause war zunächst in der Strafanstalt Luckau inhaftiert. Laut einem Bericht der Gestapo wurde er auf Betreiben von Karl Olbrysch und Hermann Dünow von allen politischen Gefangenen boykottiert und schikaniert. Eingaben Klauses zeigten, so Andreas Herbst, einen vereinsamten Menschen, der auf seine vorzeitige Entlassung hoffte, sich aber zugleich vor der Feme der KPD fürchtete. Im Februar 1939 wurde er in die Strafanstalt Brandenburg-Görden verlegt und im November 1941 von der Gestapo als Auskunftsperson und Zeuge in weiteren Verfahren nach Berlin geholt. Am 7. Februar 1942 nahm er sich in seiner Zelle im Strafgefängnis Plötzensee das Leben. Andere Angaben, wonach er im April 1943 Angehöriger der SS-Sondereinheit Dirlewanger geworden (Jochen von Lang), bzw. 1942 hingerichtet worden sei (Götz Aly), treffen nach den Recherchen von Andreas Herbst nicht zu.

## Spätere Rezeption
Der DDR-Historiker Wolfgang Kießling bezeichnete Klause 1964 in seiner Biografie über Albert Kuntz als „Gestapoagenten“. Andreas Herbst warnt dagegen, heutige Generationen sollten sich zurückhalten, „Wehrlose für ihre Aussagen vor der Gestapo anzuklagen. Es waren fehlbare Menschen, Menschen aus Fleisch und Blut, mit all ihren Ängsten, Schwächen und Zweifeln, die in vielen anderen Fällen aber auch sehr viel Mut bewiesen.“
Klauses Aussagen von 1933 wurden im zweiten Bülowplatz-Prozess gegen Erich Mielke 1991/92 nicht verwendet, weil Klause mit hoher Wahrscheinlichkeit misshandelt worden sei und man auch nicht ausschließen könne, dass er seine Aussagen bei der Kriminalpolizei noch unter Eindruck des Erlebten machte.